# Каі-ооі

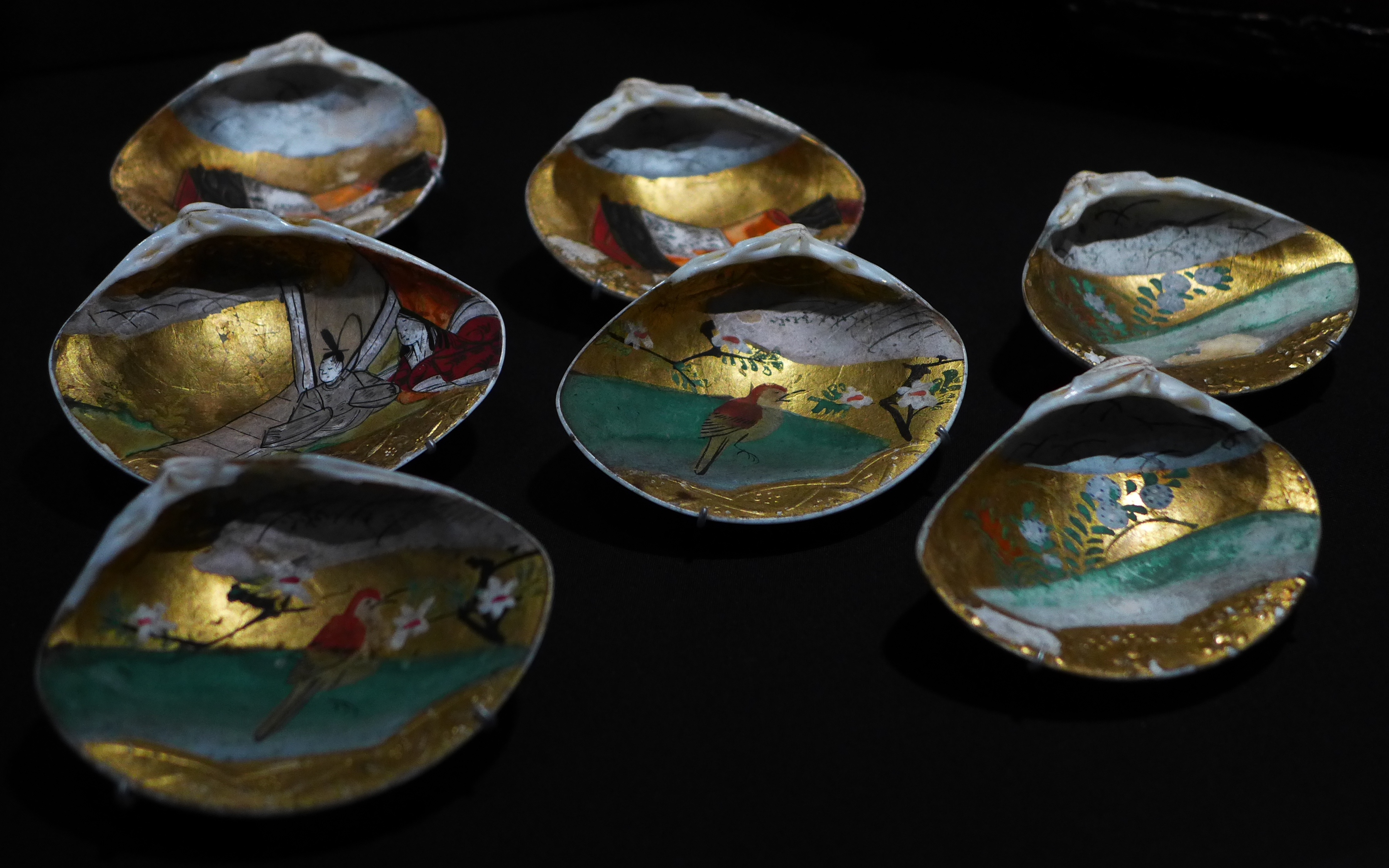
Каі-ооі

Каі-ооі (яп. 貝覆い — «Накривання мушель») або каі-авасе (яп. 貝合せ — «Зіставлення мушель») — японська гра на добирання пар до стулок морських мушель (тип хамагурі) за кольором, розміром і формою. Була популярна з періоду Хейан до епохи Едо.

## Історія
Спочатку була прийнята у аристократії епохи Хейан. Гра повсюдно поширилася наприкінці епохи Хейан, (кінець XII століття), досягнувши розквіту в аристократичному середовищі, і ставши особливо популярною серед жінок. Надалі вона завоювала популярність і серед самурайського стану. На час настання епохи Едо (поч. XVII ст.) каі-ооі поширилося і серед звичайних городян, з'єднавшись з грою в паперові поетичні карти.
Від каі-ооі в подальшому утворилася гра ханафуда (花札) — квіткові карти, з яких поширеною є хана-авасе (квіткові співвідношення). Після завершення періоду Едо, коли до Японії стали прибувати європейці з паперовими картами, більшу популярність набувають ігри ута-карута («карти з віршами») і е-карута («карти з малюнками»), які практично витіснять каі-ооі.

## Правила гри
Набір для гри містив 360 двустольних мушель. Стулки кожної мушлі ділили на «земляну» (дзікаї) і «вихідну» (дасігаї). Кожен тип зберігався в окремій восьмигранній скринці, прикрашених в техніці «макіе» — орнамент наносився золотим і срібним порошком, і покривався зверху лаком «урусі».
Під час гри всі «земляні» стулки виспали на землю, перемішували їх і розкладали в 9 рядків внутрішнім боком донизу. Потім ведуча гри брала з іншої скриньки по одній «вихідній» стулці, а присутні намагалися вгадати, де ж пара. Правильність здогаду перевіряли, затискаючи обидві стулки в долоні — якщо вони ідеально припасовувалися мушлю було «закрито», і гравець клав її собі біля колін. Вигравав той, хто під кінець мав найбільше вгаданих пар. Такі пари мушель, що повністю підходили одна до одної асоціювалися з поняттям «енмусубі», тобто «з'єднання доль». Згодом виник навіть звичай дарувати молодятам пару мушель каі-ооі.
Згодом внутрішні боки стулок стали розписувати однаковими мініатюрами (популярними були зображення людей, тварин, птахів, риб, рослин і дерев, відомих храмів, святилищ) або віршами в жанрі вака («японські пісні»), насамперед танка (наприклад, перші три рядки на одній стулці, останні два — на іншій). Каі-ооі з віршами — утагаі-ооі (скорочено утагаі — мушля з віршами). Для малювання були популярні сюжети з «Гендзі моногатарі». На розпис і лакування такого набору мушель міг піти цілий рік.